# Madagaskaribis
Madagaskaribis (Threskiornis bernieri ) är en fågel i familjen ibisar inom ordningen pelikanfåglar. Den förekommer dels på Madagaskar, dels på atollen Aldabra i Seychellerna. Arten är fåtalig och minskar i antal och IUCN kategoriserar den som starkt hotad. Den behandlades tidigare som underart till helig ibis, men urskiljs numera vanligen som egen art.

## Utseende
Madagaskaribisien är en omisskännlig och stor (65–89 cm) svartvit ibis. Näbb, ben samt det bara huvudet och nacken är alla svarta, liksom spetsarna på handpennor och armpennor. I övrigt är den vit. Till skillnad från närbesläktade arten helig ibis har den ljus iris.

## Utbredning och systematik
Madagaskaribis delas in i två underarter med följande utbredning:
- Threskiornis bernieri bernieri – förekommer på Madagaskar
- Threskiornis bernieri abbotti – förekommer på atollen Aldabra tillhörande Seychellerna

Tidigare behandlades den som underart till helig ibis (T. aethiopicus) men urskiljs numera allmänt som egen art.

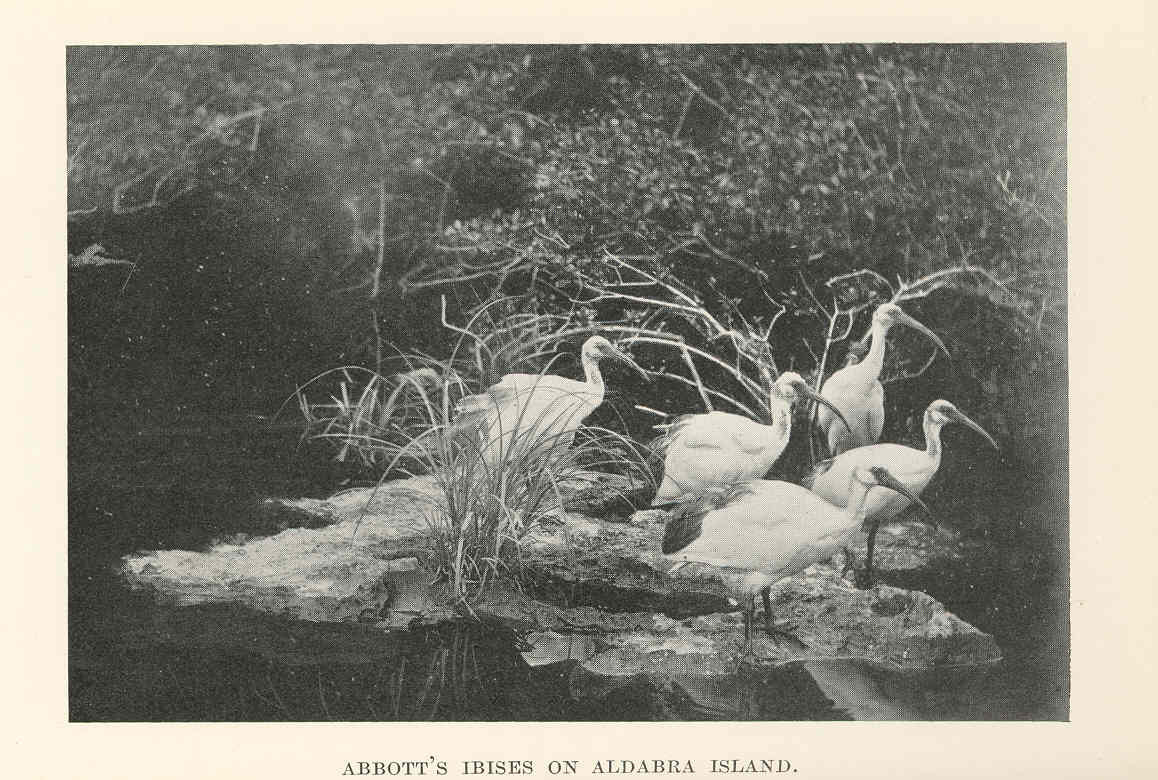
Koloni av madagaskaribis på Aldabra fotograferad 1908.

## Status och hot
Internationella naturvårdsunionen IUCN betraktar arten som utrotningshotad och placerar den i hotkategorin starkt hotad (EN). Världspopulationen är mycket liten, bestående av endast 1 500–1 850 vuxna fåglar, och minskar dessutom i antal till följd av äggsamling, störningar vid dess bon och degradering av dess levnadsmiljö på Madagaskar. Den tros också fortsätta minska i framtiden.

## Namn
Fågelns vetenskapliga artnamn hedrar franske kirurgen och naturforskaren Alphonse Charles Joseph Bernier (1802–1858), verksam som samlare på Madagaskar.